# Grundarfoss
Grundarfoss (che in lingua islandese significa: cascata del fiume Grundará) è una cascata alta 70 metri, nella regione del Vesturland, la parte occidentale dell'Islanda.

## Descrizione
Grundarfoss è una delle più grandi cascate sulla costa settentrionale della penisola di Snæfellsnes.

Il fiume Grundará si origina a Hvítihnúkur e precipita da una vasta parete basaltica con un salto di circa 70 metri, passando sotto a un ponte; prosegue poi il suo corso fino a sfociare nel fiordo Grundarfjörður, nei pressi di Grundarkampur, a 1,5 km dal villaggio di Grundarfjörður.

## Accesso
La cascata è visibile dalla strada S54 Snæfellsnesvegur. Circa 2 km a est del centro di Grundarfjörður, un sentiero che si dirama in direzione sud porta in circa 500 metri alla cascata.